# L’Inflexible
| L’Inflexible (S 615)                                                   | L’Inflexible (S 615)                                       |
| ---------------------------------------------------------------------- | ---------------------------------------------------------- |
| L'Inflexible (S 615)                                                   |                                                            |
| Allgemeine Daten                                                       |                                                            |
| Schiffstyp:                                                            | U-Boot (SNLE)                                              |
| Schiffsklasse:                                                         | L'Inflexible-Klasse                                        |
| Marine:                                                                | Französische Marine                                        |
| Kiellegung:                                                            | 27. März 1980                                              |
| Stapellauf:                                                            | 23. Juni 1982                                              |
| Indienststellung:                                                      | 1. April 1985                                              |
| Bauwerft:                                                              | DCN (Cherbourg)                                            |
| Heimathafen:                                                           | Brest                                                      |
| Verbleib:                                                              | 2006 stillgelegt.                                          |
| Schwesterschiffe der Redoutable-Klasse                                 |                                                            |
| Le Foudroyant, L'Indomptable, L'Inflexible, Le Redoutable, Le Terrible |                                                            |
| Technische Daten Unterschiede zur Redoutable-Klasse                    |                                                            |
| Geschwindigkeit:                                                       | - aufgetaucht: 18 kn (33 km/h) - getaucht: 25 kn (46 km/h) |
| Tauchtiefe:                                                            | - 250 m - 330 m (maximal)                                  |
| Bewaffnung Unterschiede zur Redoutable-Klasse                          |                                                            |
| Ballistische Raketen:                                                  | 16 * M 45 MSBS                                             |

Die L’Inflexible (S615) war ein strategisches Atom-U-Boot der französischen Marine. Das U-Boot war eine Übergangskonstruktion von der Redoutable-Klasse zur Triomphant-Klasse und ist das einzige U-Boot der L’Inflexible-Klasse.
Die mit 16 ballistischen Atomraketen bewaffnete L'Inflexible wurde zwischen 1985 und 2006 von den französischen Atomstreitkräften eingesetzt.

## Details
Die L'Inflexible (S615) wurde im September 1978 bestellt. Äußerlich war sie kaum von den älteren Booten der Redoutable-Klasse zu unterscheiden. Im Gegensatz zu ihren fünf Vorgängern war die L'Inflexible mit den wesentlich schwereren M-4-Raketen bewaffnet. Die Raketen hatten eine um 900 km größere Reichweite als die bisher verwendeten M 20. Die entscheidende Neuerung der Raketenbewaffnung war, dass die M 4 nicht mehr nur einen Sprengkopf trugen, sondern einen Mehrfachsprengkopf mit jeweils sechs autonomen Gefechtsköpfen à 150 kT ausgestattet waren. Des Weiteren waren die Elektronik und der Antrieb moderner.
Nach der Einführung der L'Inflexible wurden bis auf Le Redoutable alle älteren Boote der Redoutable-Klasse entsprechend modernisiert und ebenfalls mit M 4 Raketen bewaffnet.
| Boot                  | Kampfwertsteigerung auf das Niveau der L'Inflexible |
| --------------------- | --------------------------------------------------- |
| Le Tonnant (S 614)    | 1987                                                |
| L'Indomptable (S 613) | 1989                                                |
| Le Terrible (S 612)   | 1990                                                |
| Le Foudroyant (S 610) | 1993                                                |

Im April 2001 startete L'Inflexible erfolgreich eine M 45-Rakete. Die M 45 stellen einen Zwischenschritt zu den in Entwicklung befindlichen M 51-Raketen dar. Sie besitzen neue Gefechtsköpfe mit Stealth-Eigenschaften, höherer Eindring-Geschwindigkeit und verbesserter Resistenz gegen EMP. Die U-Boote der Triomphant-Klasse sind zurzeit mit M 45-Raketen ausgestattet.
Bis zu ihrer Stilllegung im Jahr 2006 war die L'Inflexible (S 615) ebenfalls mit M 45-Raketen bewaffnet.